# Об (департман)
Об (фр. Aube) департман је у северозападном делу централне Француске. Припада региону Шампања-Ардени, а главни град департмана (префектура) је Троа. Департман Об је означен редним бројем 10. Његова површина износи 6.004 км². По подацима из 2010. године у департману Об је живело 303.327 становника, а густина насељености је износила 51 становника по км².
Овај департман је административно подељен на:
- 3 округа
- 33 кантона и
- 433 општина.

## Демографија
| 1999.   | 2011.   |
| ------- | ------- |
| 292.131 | 303.997 |